# Sègbèya
Sègbèya est l'un des neuf arrondissements de la commune de Kpomassè dans le département de l'Atlantique au Bénin,.

## Géographie

### Localisation
Sègbèya est situé au centre de la commune de Kpomassè. Il est limité au sord par Dékanmè et Dédomè, au sud par Aganmalomè, à l'est par la commune de Tori-Bossito, à l'ouest par Tokpa-Domè.

### Administration
Sur les 76 villages et quartiers de ville que compte la commune, l'arrondissement de Sègbèya groupe 06 villages que sont: 
1. Atchakanmè
2. Danzounmè
3. Gbèfadji
4. Sègbèya Akpoutouhoué
5. Sègbèya Amonlè
6. Sègbèya Zoundomè

## Histoire
L'arrondissement de Sègbèya est une subdivision administrative béninoise. Dans le cadre de la décentralisation au Bénin, Il devient officiellement un arrondissement de la commune de Kpomassè le 27 mai 2013 après la délibération et adoption par l'Assemblée nationale du Bénin en sa séance du 15 février 2013 de la loi n° 2013-O5 du 15/02/2013 portant création, organisation, attributions et fonctionnement des unités administratives locales en République du Bénin

## Démographie
Selon le recensement de la population de 2013 conduit par l'Institut national de la statistique et de l'analyse économique (INSAE), Sègbèya compte 850 ménages avec 4 016 habitants,.
| Indicateur           | 2013 |
| -------------------- | ---- |
| Nombre de ménages    | 850  |
| Population féminine  | 2073 |
| Population masculine | 1943 |
| Population totale    | 4016 |

La population est composée de plusieurs ethnies dont les Adja et les Fon sont majoritaires.

## Économie
La population pratique l'agriculture. Il y a la culture du maïs, de l’arachide,  du manioc, du piment, de la tomate et des arbres fruitiers (mangue, agrumes, ananas). A cela s'ajoute la transformation et la commercialisation des produits agricoles comme le gari, l'huile de palme et l'huile d’arachide.

## Galerie de photos

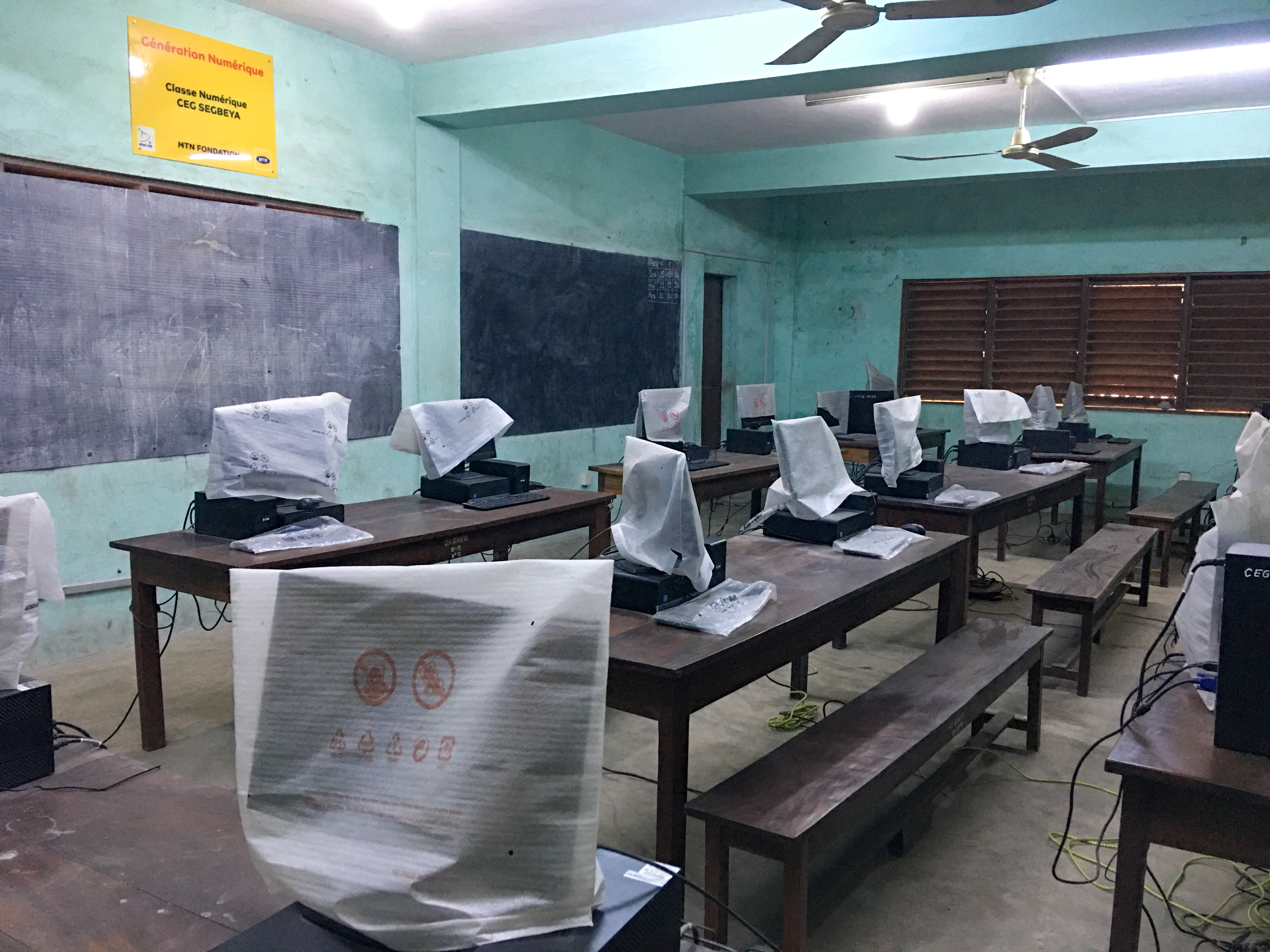
Salle informatique du CEG de Sègbèya.